# 流散地学院
流散地学院（希伯来文：ישיבת התפוצות；英文：Diaspora Yeshiva）是一所位于位于耶路撒冷锡安山的犹太神学院。

## 历史
1967年，六日战争之后，锡安山不再受到约旦狙击手的威胁，拉比Mordecai Goldstein的Toras Yisrael学院进驻山上一座原为耶路撒冷宗教法庭的建筑。起初，这座神学院只有Goldstein拉比和他的六个学生，后来神学院吸引了世界各地很多青年人，并改名为流散地神学院。
1975年到1983年间，来自美国的一些学生曾组织了一个流散地学院乐队，当时在大学校园中非常流行。